# Zuikaku
Zuikaku ((japansk): Heldige trane) var et japansk hangarskib under 2. verdenskrig. Skibet deltog i angrebet på Pearl Harbor i december 1941. I maj 1942 mistede skibet mange af sine fly under kamp med de amerikanske hangarskibe Yorktown og Lexington. Det blev derfor nødt til at vende tilbage til Japan og kunne således ikke deltage i slaget om Midway. Senere deltog skibet i bl.a. slaget ved Santa Cruzøen og slaget om Guadalcanal. Den 24. oktober 1944 blev Zuikaku sænket under slaget om Leyte Gulf, 842 mænd døde.